# Jane Ellen Harrison
Jane Ellen Harrison (Cottingham, 9 de septiembre de 1850-Bloomsbury, 15 de abril de 1928) fue una erudita británica de la literatura antigua, lingüista y feminista.

## Biografía
Tras la temprana muerte de su madre, fue educada por institutrices que le enseñaron alemán, latín, griego y hebreo, preparación que más tarde ampliaría con el aprendizaje de otros dieciséis idiomas, entre ellos el ruso.
Fue profesora de griego y de mitología comparada en la Universidad de Cambridge, y una de las fundadoras, junto a Karl Kerényi y Walter Burkert, del estudio moderno de la mitología griega. Aplicó los descubrimientos arqueológicos del siglo XIX a la interpretación de la religión griega antigua de una manera que se convirtió en norma.

## Obra
Selección de obras sobre la investigación antropológica de la religión y la mitología griega:
- Prolegomena to the Study of Greek Religion (1903) ; reed. 1991, Princeton: Princeton University Press Mythos series. La introducción de Robert Ackerman es la mejor y más accesible visión general de la carrera de Harrison.
- Primitive Athens as Described by Thucydides (1906)
- Heresy and Humanity (1911)
- Themis: Study of the Social Origins of Greek Religion (1912, revisión en 1927)
- Ancient Art and Ritual (1912)
- Epilegomena to the Study of Greek Religion (1921)

### Ensayos y conferencias
- Alpha and Omega (1915) ; rééd. AMS Press: Nueva York, 1973  (ISBN 0-404-56753-3)
- Rationalism and Religious Reaction, conferencia pronunciada en el South Place Institute el 6 de marzo de 1919 (1919)[5]
- Reminiscences of a Student's Life (1925)

## Edición en castellano
- La piel bajo el mármol. Diosas y dioses del mundo clásico. Ediciones Siruela. 2022. ISBN 978-84-18859-81-6.
- Memorias de una estudiante victoriana. Editorial Trifolium. 2017. ISBN 978-84-947581-2-6.